# Jean-Baptiste Senaillé
Jean-Baptiste Senaillé, także Senallié, Senaillié, Senallier, Senaillier (ur. 23 listopada 1687 w Paryżu, zm. 15 października 1730 tamże) – francuski kompozytor i skrzypek.

## Życiorys
Syn Jeana, członka zespołu 24 Violons du Roi. Był uczniem Jeana-Baptiste’a Aneta i Tomasa Antonia Vitalego. Od 1713 roku został, jako następca ojca, członkiem 24 Violons du Roi. W latach 1717–1720 odbył podróż do Włoch. Od 1728 do 1730 roku występował jako skrzypek w Concert Spirituel. Był aktywny jako pedagog, wykształcił wielu skrzypków.
W latach 1710–1727 opublikował 5 zbiorów sonat na skrzypce i basso continuo, każdy zawierający po 10 kompozycji. Jego twórczość nosi cechy stylu włoskiego.